# Shields (Schiff)
Die USS Shields (DD-596) war ein zur Fletcher-Klasse gehörender Zerstörer der United States Navy. Der Zerstörer wurde im Zweiten Weltkrieg und im Koreakrieg eingesetzt. 1972 wurde das Schiff an Brasilien verkauft. Bis Juli 1990 diente der Zerstörer als CT Maranhão (D 33) in der brasilianischen Marine.

## Namensgeber
Thomas Shields war Purser in der US Navy. Während des Britisch-Amerikanischen Kriegs unternahm er nach der Schlacht von New Orleans mit einer Gruppe am 18. Februar 1815 einen Vorstoß gegen die sich zurückziehenden britischen Truppen, wobei zahlreiche Gefangene gemacht und mehrere Schiffe zerstört wurden.

## Technik

### Rumpf und Antrieb
Der Rumpf der USS Shields war 114,76 m lang und 12,09 m breit. Der Tiefgang betrug 5,41 m, die Verdrängung 2.050 ts (2.080 t). Der Antrieb des Schiffs erfolgte durch zwei Dampfturbinen von General Electric, der Dampf wurde in vier Kesseln von Babcock & Wilcox erzeugt. Die Wellenleistung betrug 60.000 hp (45 MW), die Höchstgeschwindigkeit lag bei 35 kn (65 km/h).

### Bewaffnung und Elektronik
Hauptbewaffnung des Zerstörers waren bei Indienststellung die fünf 5"-L/38-Mk.30-Einzeltürme. Zur Flugabwehr befanden sich zehn 40-mm-Flugabwehrkanonen und zehn 20-mm-Geschütze an Bord.
Die USS Shields war mit Radar ausgerüstet. Am Mast über der Brücke waren ein SG- und ein SC-Radar montiert, mit denen Flugzeuge auf Entfernungen zwischen 15 und 30 Seemeilen und Schiffe in Entfernungen zwischen 10 und 22 Seemeilen geortet werden konnten. Zur Unterwasserortung war ein QC-Sonar eingebaut.

## Geschichte
Die Shields wurde zusammen mit ihrem Schwesterschiff Wiley am 10. August 1943 auf der Puget Sound Navy Yard auf Kiel gelegt und lief mit ihr zusammen am 25. September 1944 vom Stapel. Taufpatin war First Lieutenant Margaret Shields Farr, WAC, Urenkelin des Namensgebers. Am 8. Februar 1945 wurde der Zerstörer unter dem Kommando von Commander George B. Madden in Dienst gestellt.

### 1945
Die Erprobungsfahrt der USS Shields fand vom 7. März bis 18. April, unterbrochen durch neun Tage Geleitdienst für das Schlachtschiff Iowa, statt. Am 6. Mai verließ sie Puget Sound mit Kurs auf Pearl Harbor. Von dort eskortierte sie den Konvoi PD-413-T nach Eniwetok. Bis Kriegsende am 15. August 1945 wurde sie zu Geleit- und Patrouillendiensten in den Gewässern rund um Eniwetok, Ulithi, Leyte, Okinawa und Borneo eingesetzt. Am 26. Juni 1945 beschoss sie zur Unterstützung australischer Truppen japanische Stellungen bei Miri auf Borneo.
Am 15. August 1945 befand sich die Shields in der Buckner Bay, Okinawa, als sie die Meldung von der Kapitulation Japans erreichte. Nach einer Fahrt, die sie nach Leyte, in die Subic-Bucht und zurück nach Okinawa führte, wurde sie der Task Group (TG) 78.1 unterstellt und eskortierte Schiffe des Transport Squadron (TransRon) 17, die Besatzungstruppen nach Incheon in Korea beförderten. Nach der widerstandslosen Besetzung der Stadt nahm sie zusammen mit Einheiten der Task Unit (TU) 71.5.1 Kurs auf die nordchinesische Küste. Das restliche Jahr verbrachte sie im Golf von Bohai. Sie lief unter anderem die Häfen von Chefoo, Weihaiwei, Taku, Dairen und Port Arthur an, eskortierte die Flugzeugträger Antietam und Boxer und führte Patrouillen mit der in Shanghai stationierten Jangtse-Patrouille durch.

### 1946–1950
Nach Stopps in Eniwetok und Pearl Harbor erreichte die USS Shields am 19. Februar 1946 San Pedro und verblieb dort, bis sie am 14. Juni 1946 außer Dienst gestellt wurde. Sie wurde der Reserveflotte in San Diego zugeteilt und eingemottet. Nach Ausbruch der Feindseligkeiten in Korea erfolgte am 15. Juli 1950 die erneute Indienststellung des Zerstörers.

### 1951–1953
Im September 1951 erreichte die USS Shields die Küste Koreas. Während ihrer von September 1951 bis Februar 1952 sowie von November 1952 bis Mai 1953 andauernden Einsätze patrouillierte sie entlang der Westküste und unterstützte mit ihren Geschützen das I. Korps der südkoreanischen Armee sowie die 1. US-Marineinfanteriedivision und die 8. US-Armee. Beim Angriff auf Kojo setzte sie erneut ihre Artillerie ein. Am 1. Juni 1953 lief der Zerstörer wieder in San Diego ein.

### 1954–1972
Die USS Shields kehrte nach sechs Monaten wieder nach Korea zurück. Am 11. Februar 1954 erreichte sie die Küste und gehörte zur TF 77, bis sie am 21. Februar 1954 Kurs auf die Philippinen nahm. Im März und April operierte sie von der Subic-Bucht aus und patrouillierte mit der TG 70.2 entlang der Küsten Indochinas, bevor sie nach einem Aufenthalt in Hongkong in Yokosuka einlief. Nach einer einwöchigen Gefechtsübung mit der TF 77 erreichte sie am 18. Juli 1954 San Diego.
Zwischen Juli 1954 und Dezember 1963 wurde die USS Shields siebenmal in den Westpazifik entsandt. Ab 30. November 1963 diente sie als Ausbildungsschiff für die Marinereservisten und wurde dem Reserve Destroyer Squadron (ResDesRon) 27 unterstellt. Bei einer Inspektion wurde im März 1972 festgestellt, dass die Kosten einer notwendigen Modernisierung zu hoch wären und das Schiff ohne diese nur noch von marginalen Wert für die Marine sei. Die USS Shields wurde am 1. Juli 1972 außer Dienst gestellt und an Brasilien verkauft.

## CT Maranhão (D 33)
Am 6. Juli 1972 wurde der Zerstörer als Contratorpedeiro (CT) Maranhão (D 33) in Dienst gestellt. Die Maranhão diente bis zum 6. Juni 1990 in der brasilianischen Marine. Sie verbrachte in dieser Zeit 1016 Tage auf See und legte 270.717,87 Seemeilen zurück. Nach ihrer Außerdienststellung wurde die Maranhão zum Abbruch verkauft.

## Auszeichnungen
Die USS Shields erhielt während des Koreakrieges drei Battle Stars und eine Presidential Unit Citation des Präsidenten der Republik Korea.